# هيويوا (عالم سفلي)
هيويوا (بالإنجليزية: Hiyoyoa)‏ دیار الموتى في ميثولوجيا الواغاواغا (غينيا الجديدة). يعتقدون أنها تقع تحت البحر بالقرب من میارا على شاطئ ميلني. وهي تشبه العالم الأعلى. ويعيش هناك الرب تومودیرير Tumudurere وزوجته وأولاده.